# Little Ouseburn
Little Ouseburn – wieś w Anglii, w hrabstwie North Yorkshire, w dystrykcie (unitary authority) North Yorkshire. Leży 18 km na północny zachód od miasta York i 292 km na północ od Londynu.